# Produkt totalny
Produkt totalny – tekst kultury, którego fragmenty czy bohaterowie pojawiają się jednocześnie w różnego typu treściach (film, książka) i na towarach (kubek, koszulka). Właścicielami praw do produktów totalnych są rozbudowane, międzynarodowe koncerny np. Disney. Przykładem produktu totalnego jest Kubuś Puchatek.
Produkt totalny charakteryzuje się brakiem granicy między reklamą a sprzedawanym produktem. Elementy, które powtarzają się na różnego rodzaju produktach, tworzą jeden system. Dzięki temu każdy artykuł związany z daną marką jest reklamą innych towarów, również nawiązujących do tej marki.
To zjawisko jest zazwyczaj zapoczątkowane przez jeden bazowy produkt (np. książkę), którego popularność (przede wszystkim międzynarodowa) umożliwia w przyszłości powstawanie produktów pokrewnych (film, gra, komiks itd.). Produkt nie jest niczym innym jak towarem, który ma za zadanie odnieść sukces rozrywkowy oraz sprzedażowy na skalę masową.
Marki produktów buduje się nie dla ich walorów estetycznych, przeżyć emocjonalnych konsumentów (chociaż są one elementami kreowania wizerunku marki), lecz po to, aby w wyniku posiadania tych właściwości marka mogła wyróżnić się zdecydowanie spośród konkurencji i uzyskać nad nią przewagę na rynku.

## Cechy produktu totalnego
Podstawowe cechy produktu totalnego:
- globalność: geograficzny zasięg fenomenu przekracza teren jednego kraju,
- zanikanie różnicy pomiędzy promocją a produktem promowanym (książka promuje film, a film ksiażkę itd.),
- wysoki stopień standaryzacji: produkt totalny jest zrozumiały dla różnych grup wiekowych i w różnych środowiskach kulturowych,
- intermedialność: po pewnym czasie produkt totalny występuje jednocześnie w różnych postaciach medialnych (film kinowy, książka, gra komputerowa, komiks itd.),
- istnienie wizualnej wersji, która przeważnie występuje jako pierwsza (zwykle film animowany). Pomaga ona wypromować produkt, dzięki skojarzeniu go z obrazem,
- decentralizacja dystrybucji: przyznawanie przez właściciela praw autorskich licencji do wytwarzania różnych towarów związanych z oryginalnym produktem,
- przekraczanie granic kultury symbolicznej: towary nawiązujące do danej marki (np. Król lew, Asterix) tworzą otoczenie kulturowe dziecka. Młody odbiorca po obejrzeniu filmu pragnie innych produktów z ulubionymi bohaterami. W związku z tym duża część przychodów firm wytwarzających produkty totalne pochodzi nie ze sprzedaży pierwotnego dzieła, a z przedmiotów będących reklamą danej marki.

## Źródła istniejących produktów totalnych
Współczesne produkty totalne mają trzy źródła:
1. Przekazy od początku tworzone jako produkt totalny (Król lew, Batman, Pocahontas).
2. Przekazy masowej kultury, które z czasem zyskały popularność: część z nich staje się produktem totalnym (Wojownicze Żółwie Ninja, Asterix).
3. Przekazy kultury dziecięcej powstałe przed rozwojem kultury masowej, znane i popularne, które współcześnie zostały wykreowane na produkty totalne (Kubuś Puchatek, Muminki).

## Wpływ zjawiska na produkcję towarów
Wytwarzanie produktów totalnych sprawia, że treść pierwowzoru historii zostaje zmieniona w ramach adaptacji (filmowej, literackiej), aby jak najlepiej dotrzeć do masowego odbiorcy. Jednocześnie pewne elementy powinny być zgodne z oryginałem, m.in. rzadko zmienia się charakter bohaterów czy ich wygląd. Przykładem są działania firmy Disney – postacie muszą mieć dokładnie określoną kolorystykę, proporcje ciała i styl ubrań, a wszelkie modyfikacje grożą odebraniem licencji.
Zmiany dotyczą również szaty graficznej m.in. książek, która zazwyczaj inspirowana jest edycją filmową (jeżeli taka istnieje). Stało się tak w przypadku serii Zmierzch Stephenie Meyer – ilustracje na okładkach zostały zastąpione przez grafiki nawiązujące do filmów.
Często ta sama historia publikowana jest w wielu różnych wersjach (dla dorosłych, dla dzieci, ilustrowana, z perspektywy innego bohatera). Przykładowo opowieść o Pocahontas wydano w dziesięciu wariantach. Powstały książki grające, o różnych kształtach, kolorowanki czy albumy z naklejkami. Nie dzieje się tak w przypadkach książek niezwiązanych z żadną popularną marką.